# ロシア連邦政府専用機

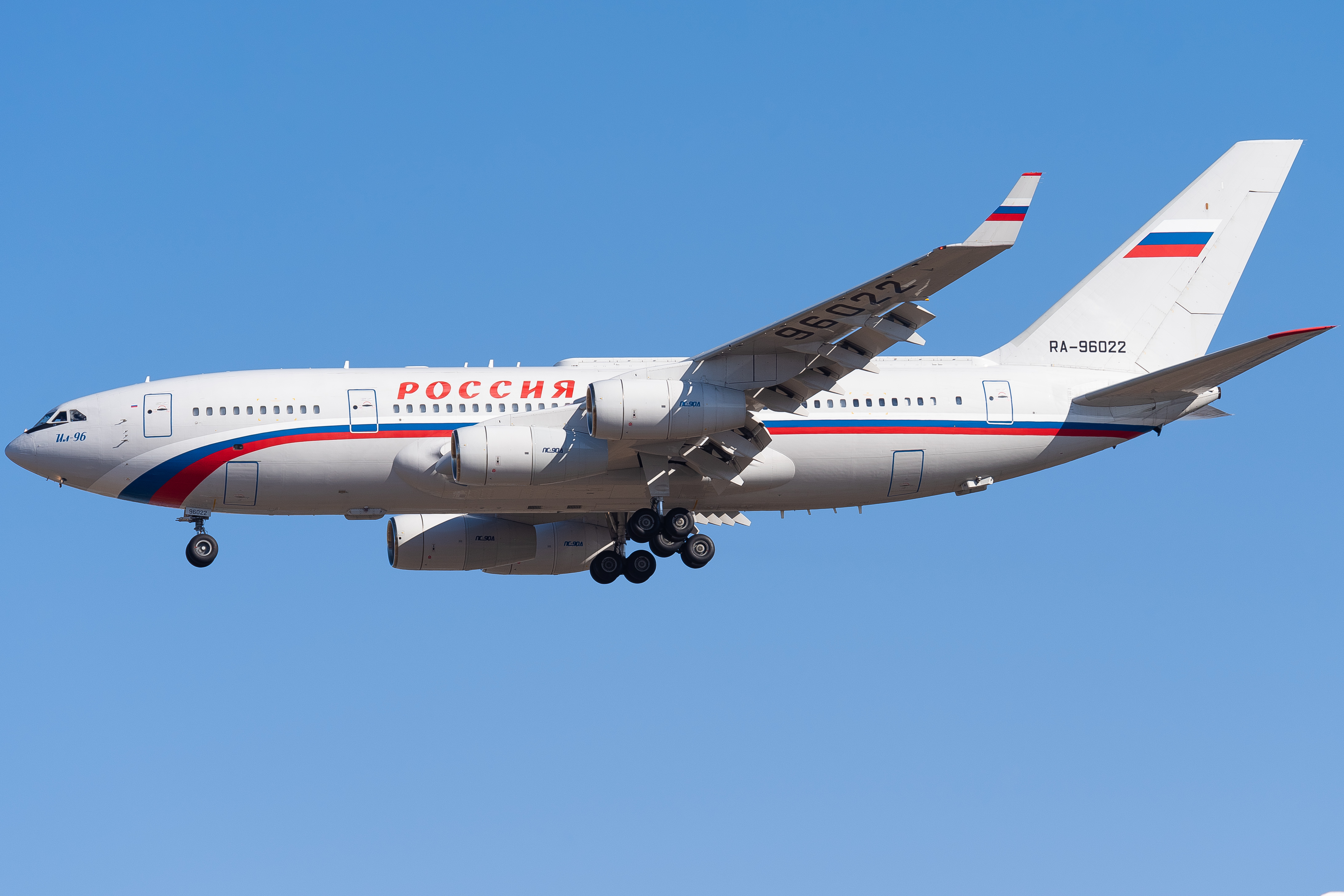
北京首都国際空港に着陸するイリユーシンIl-96-300PU（2022年）

ロシア連邦政府専用機（ろしあれんぽうせいふせんようき）は、ロシア連邦大統領や大臣などロシア政府の要人が使用する専用の航空機。大統領が利用する際にはロシア大統領専用機と称されることもある。

## 概要

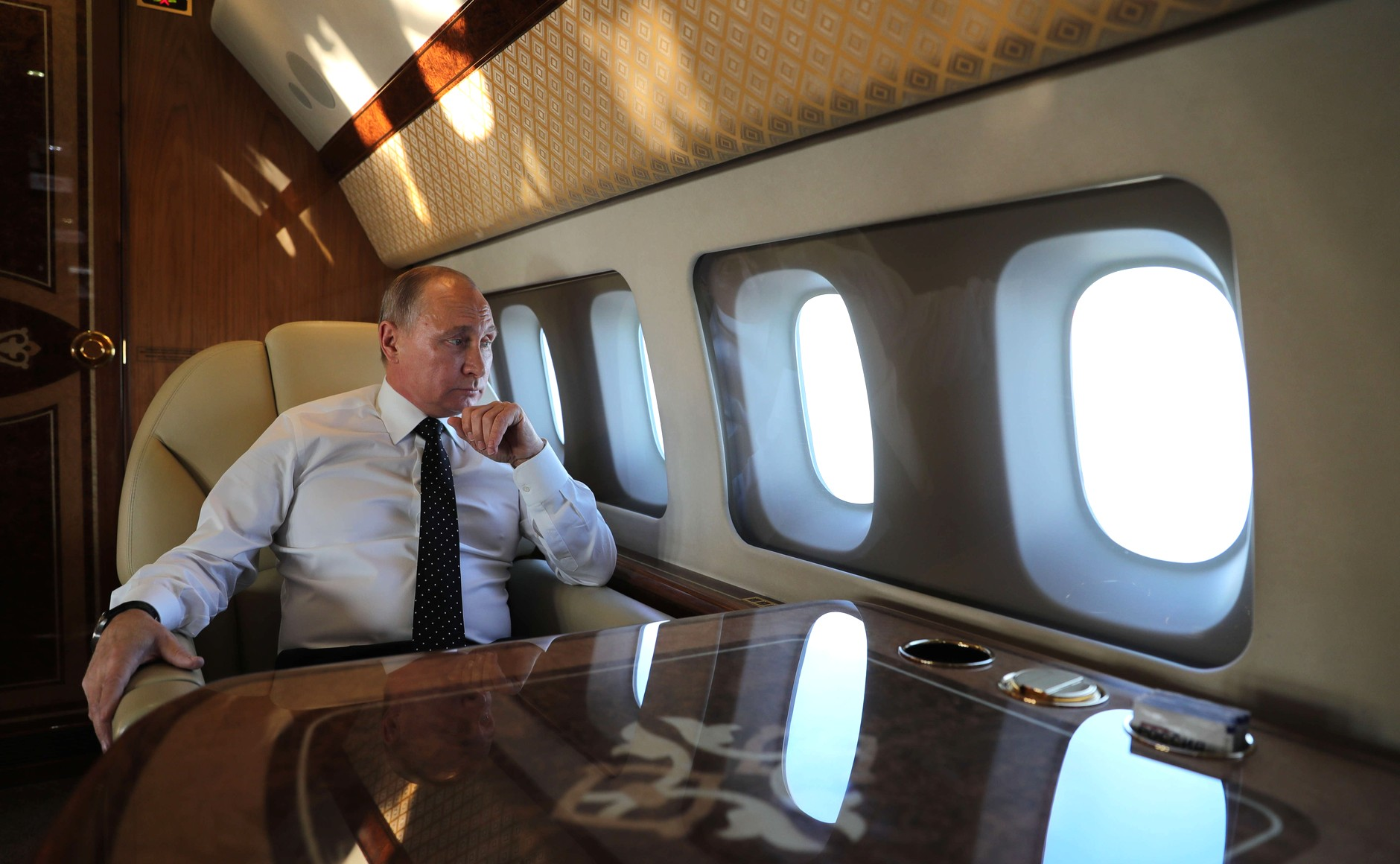
2017年12月11日、シリアへの外遊で大統領専用機との中継機であるTu-214SR内に滞在するプーチン大統領。

ロシア連邦はその国土面積が約1710万平方キロメートルと広大である為、ロシア連邦大統領は外国訪問のみならず、国内での移動に際しても航空機を利用しなければならないことが多い。その為専用機には長い航続距離が求められる。
ロシアの政府専用機はかつてロシア航空の管理下にあったが、現在は2009年にロシア航空から分離した特別飛行隊「ロシア」によって主に運航されている。
特別飛行隊「ロシア」は英語でRossiya - Special Flight DetachmentやRussia - Special Flight Squadronと称され、ICAO航空会社コードとしてRSD、コールサインとしてSTATE AEROを使用する。ただし、STATE AEROではなくフォネティックコードの"Romeo Sierra Delta"を用いて交信を行った事例もある。
なお、要人輸送機や政府専用機の支援を行う機体であってもロシア空軍の管轄として、ロシア空軍のコールサイン（RFF）で運航される機体もある。

## 搭乗者
ロシア連邦大統領のみならず、国防大臣、国家院議長などといった要人が搭乗する。
また、2022年のウクライナ侵攻以降は制裁によって他国からロシア籍民間機の乗り入れが禁止されているため、外交官の移動に政府専用機が用いられることがある。

## 歴史
ニキータ・フルシチョフとレオニード・ブレジネフは、政府要人輸送用のIl-18（Ил-18 «Салон»）やTu-114に搭乗していた。 ブレジネフ、ユーリ・アンドロポフ、コンスタンチン・チェルネンコ、ミハイル・ゴルバチョフはIl-62に搭乗した。
1992年以来、Il-62、Tu-154、Tu-134、Yak-40などに搭乗していた。
外遊では予備機を含めた2機編成で飛行して、大統領専用機の1機に問題が起きても対応できるようにしていたが、1977年以降は予備の予備を含めた3機編成で飛行している。この理由として、モスクワに来た米国大統領リチャード・ニクソンを大統領専用機のIl-62に招いて飛ぼうとした際に予備機も含めて飛行できなかったためである。

## 機体

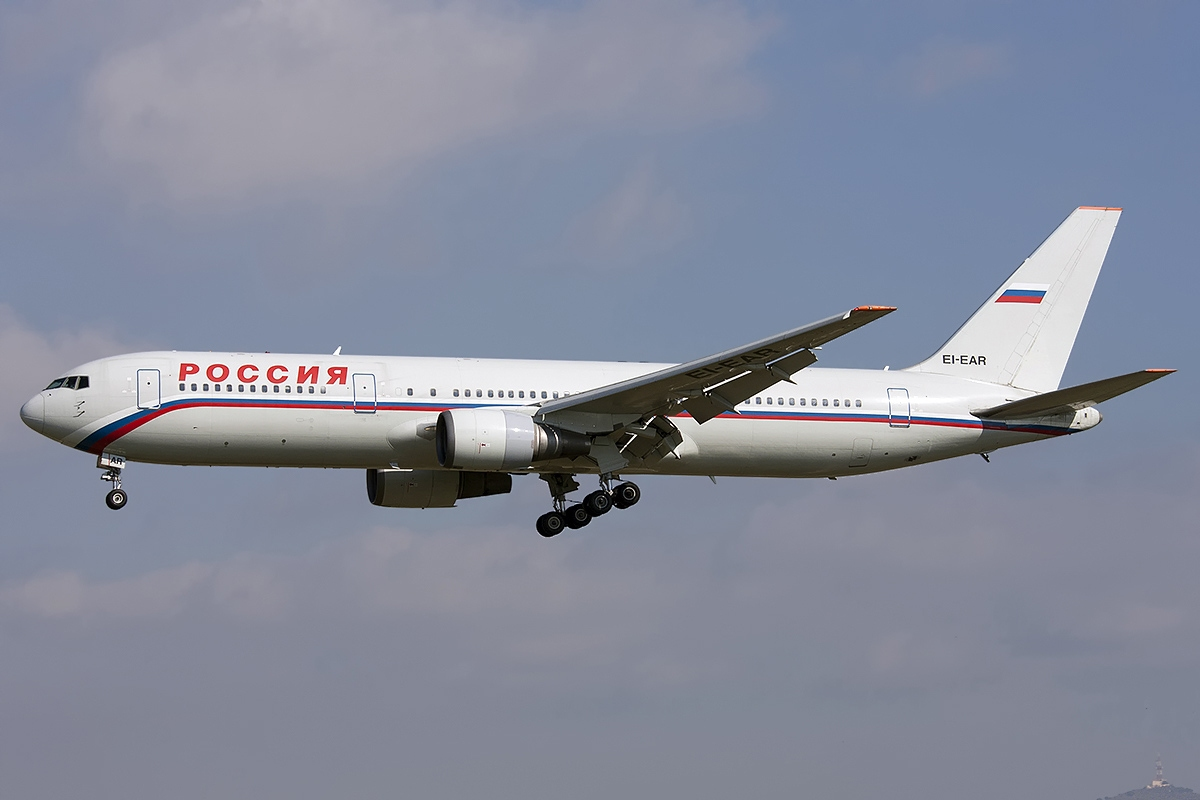
（参考）ロシア航空の民間機。政府専用機ではない。

用途によって異なる機材が利用される。多くの機材はロシア航空の旧塗装に似たものであるが、「ロシア」（Россия）の表記される位置が異なっていたり、文字が記されなかったりといった差異がある（後述）。

### Il-96
ボリス・エリツィン（ロシア連邦初代大統領）が1996年にS・V・イリユーシン記念航空複合体製のIl-96を大統領専用機として使用して以来ウラジーミル・プーチン、ドミートリー・メドヴェージェフと歴代のロシア連邦大統領がIl-96を専用機としている。
ペルミ・エンジン工場（アヴィアドヴィガーテリ）製のソロヴィヨーフ PS-90エンジンを搭載し、9,500キロメートルの航続距離を持つ。無給油で14,000キロメートルを連続飛行出来る性能を持つという。エンジンが4発で燃料が多くかかるが2基故障しても飛行可能な信頼性がある。
政府専用機として用いられるIl-96にはいくつかの派生型がある。

#### Il-96-300

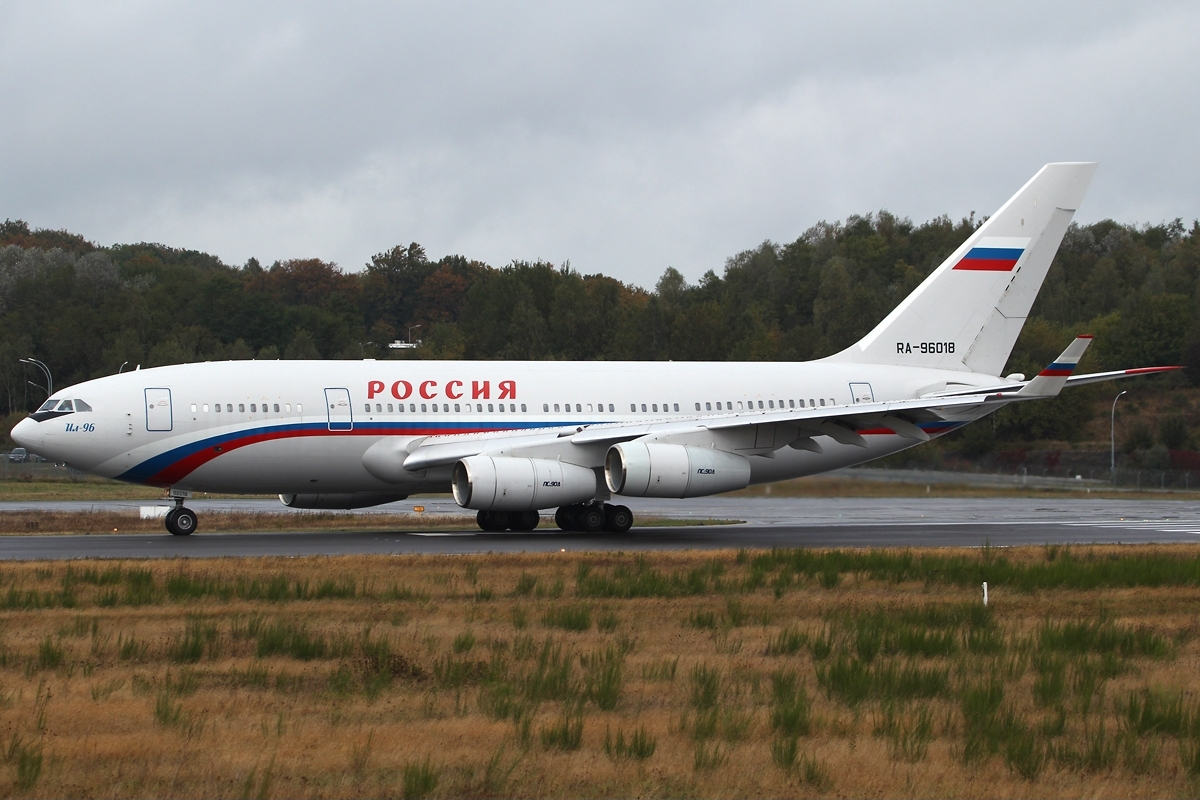
Il-96-300 (RA-96018)

Il-96の基本形である。元民間機の2機を含め、5機運用されている。
| 機種                   | 製造番号    | 機体記号 | hexコード | 運用期間    | 備考                                 | 出典   |
| ---------------------- | ----------- | -------- | --------- | ----------- | ------------------------------------ | ------ |
| イリューシン Il-96-300 | 74393202014 | RA-96014 | 15770E    | 2012年4月 - | 2004年製造。元民間機（クラスエア）。 | [ 12 ] |
| イリューシン Il-96-300 | 74393202011 | RA-96017 | 157711    | 2011年5月 - | 2004年製造。元民間機（クラスエア）。 | [ 13 ] |
| イリューシン Il-96-300 | 74393202018 | RA-96018 | 157712    | 2007年4月 - | 2009年7月にロシア航空から移籍。      | [ 14 ] |
| イリューシン Il-96-300 | 74393202019 | RA-96019 | 157713    | 2009年7月 - |                                      | [ 15 ] |
| イリューシン Il-96-300 | 74393203023 | RA-96023 | 157717    | 2017年1月 - |                                      | [ 16 ] |

#### Il-96-300PU

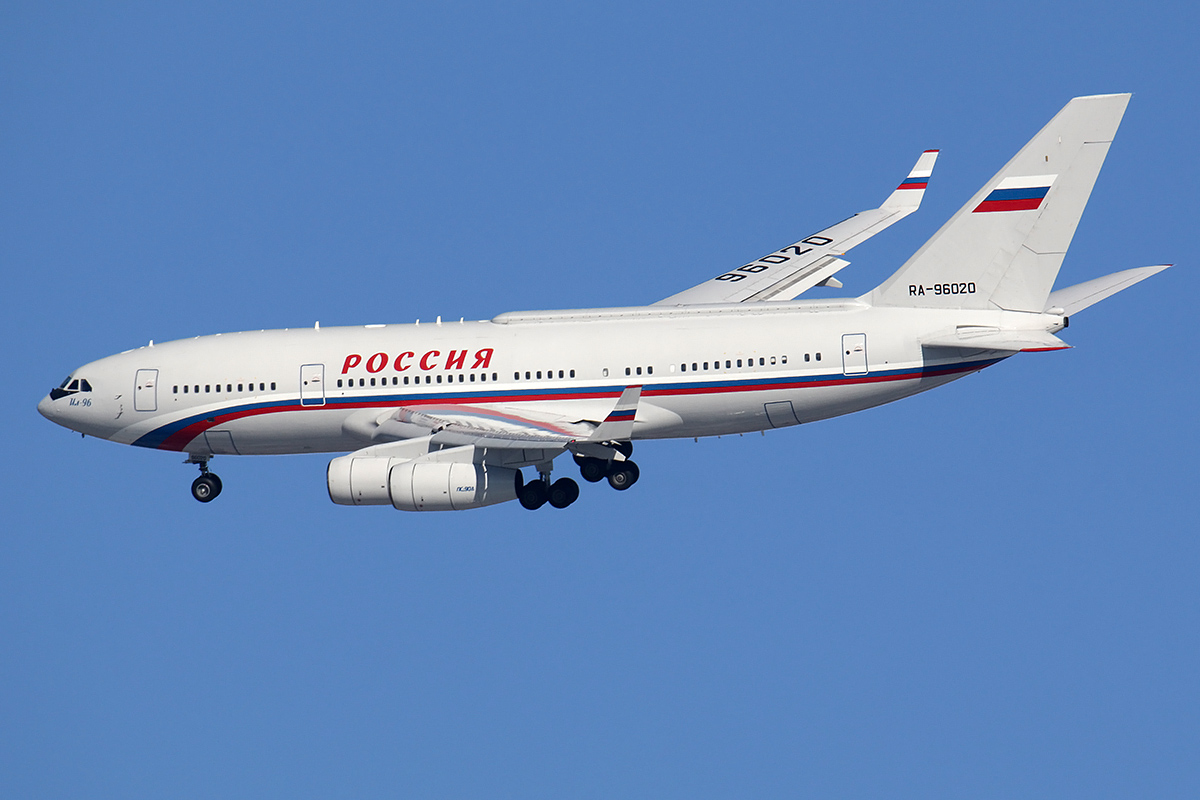
Il-96-300PU(RA-96020)

有事の際に空中からの作戦指揮能力を持つ機材（空中コマンドポスト機）は胴体上部にフェアリングが取り付けられているなどの差異があり、Il-96-300PUとの型番が付けられている。PUとはロシア語で司令所（пункт управления）を意味する。そのスペックから“空飛ぶクレムリン”という異名も持つ。
運用されている機体として、機体番号RA-96012はボリス・エリツィンによって使用され始め、2003年にプーチン大統領のためにRA-96016が製造された。2010年に2機発注され、RA-96020が2012年12月に、RA-96021は2014年1月30日に引き渡された。2015年11月23日に、RA-96022が納入された。
なお、製造時期が古いIl-96-300PUの2機（RA-96012とRA-96016）はフェアリングが取り付けてあるものの、PUではないIl-96-300であると分類されることもある。
| 機種                      | 製造番号    | 機体記号 | hexコード | 運用期間            | 備考                                                                                           | 出典          |
| ------------------------- | ----------- | -------- | --------- | ------------------- | ---------------------------------------------------------------------------------------------- | ------------- |
| イリューシン Il-96-300PU? | 74393201009 | RA-96012 | 15770C    | 1995年8月-2020年8月 | 2009年7月にロシア航空から移籍。2020年8月よりモスクワにて保管中。"PU"ではないとする情報もある。 | [ 22 ] [ 20 ] |
| イリューシン Il-96-300PU? | 74393201010 | RA-96016 | 157710    | 2003年5月 -         | 2009年7月にロシア航空から移籍。"PU"ではないとする情報もある。                                  | [ 21 ] [ 23 ] |
| イリューシン Il-96-300PU  | 74393202020 | RA-96020 | 157714    | 2012年12月 -        |                                                                                                | [ 24 ]        |
| イリューシン Il-96-300PU  | 74393203021 | RA-96021 | 157715    | 2014年1月 -         |                                                                                                | [ 25 ]        |
| イリューシン Il-96-300PU  | 74393203022 | RA-96022 | 157716    | 2016年7月 -         |                                                                                                | [ 26 ]        |
| イリューシン Il-96-300PU  | 74393203024 | RA-96024 | 157718    | 2023年3月 -         |                                                                                                | [ 27 ]        |
| イリューシン Il-96-300PU  | 74393203025 | RA-96025 | 157719    | 2023年11月 -        |                                                                                                | [ 28 ] [ 29 ] |

#### Il-96-400VVIP

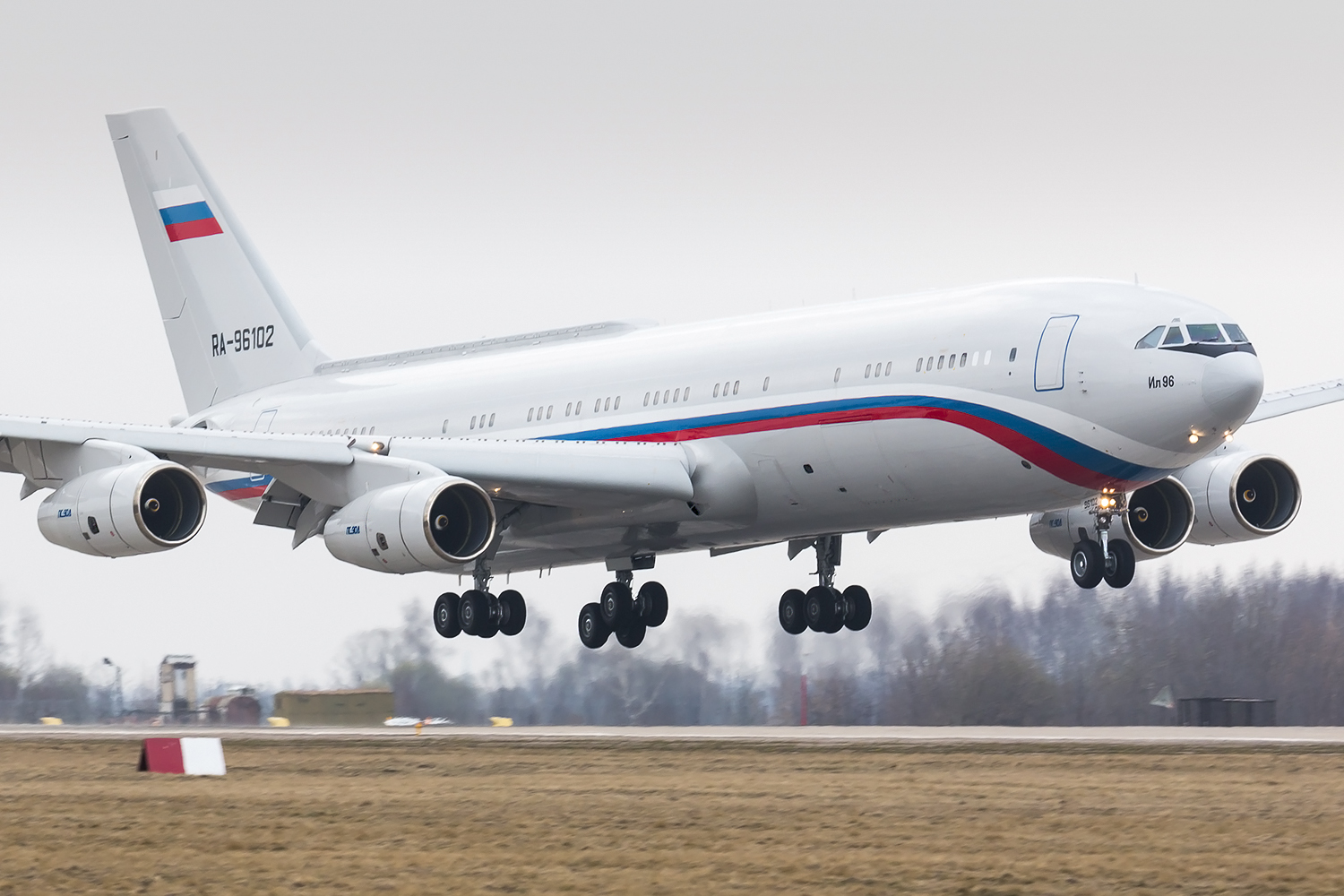
国防大臣専用機のIl-96-400VVIP（RA-96102）

Il-96-400はIl-96-300の胴体延長型である。2023年現在、国防大臣専用機として1機が運航されている。機体の塗装はIl-96-300(PU)と同様であるが、「ロシア」（Россия）の文字が描かれていない。
| 機種                       | 製造番号    | 機体記号 | hexコード | 運用期間     | 備考 | 出典         |
| -------------------------- | ----------- | -------- | --------- | ------------ | --- | ------------ |
| イリューシン Il-96-400VVIP | 97693201002 | RA-96102 | 157766    | 2015年10月 - | 2007年製。ポレット航空のIlyushin Il-96-400T（貨物型）を改修。 主にロシア空軍（RFF）コールサインで飛行。 | [ 30 ] [ 6 ] |

#### Il-96-400VPU

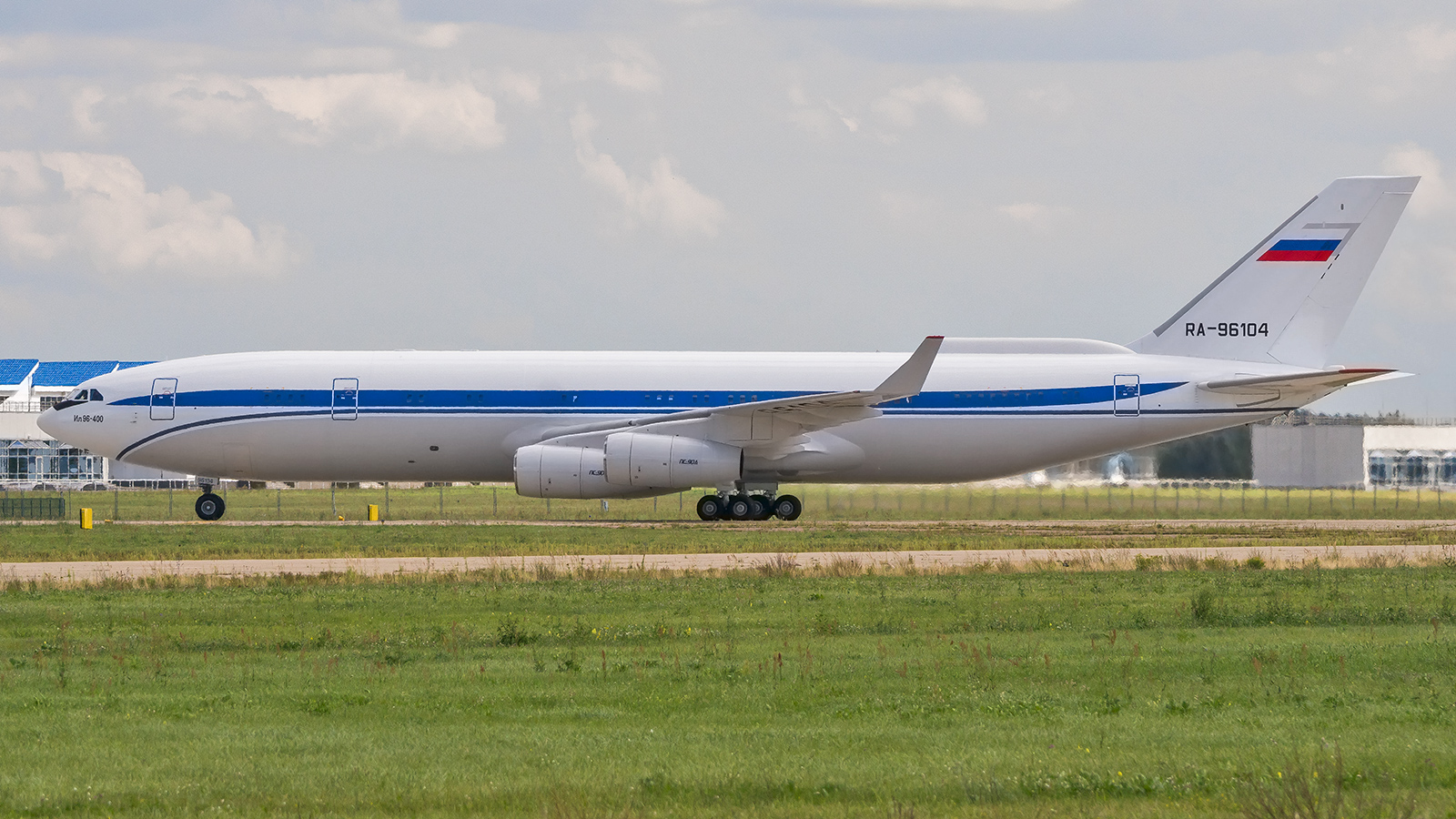
Il-96-400VPU (RA-96104)

1機がロシア連邦保安庁（FSB）用に運航されている。
| 機種                      | 製造番号    | 機体記号 | hexコード | 運用期間     | 備考                                                                | 出典          |
| ------------------------- | ----------- | -------- | --------- | ------------ | ------------------------------------------------------------------- | ------------- |
| イリューシン Il-96-400VPU | 97693201004 | RA-96104 | 157768    | 2015年11月 - | ポレット航空に受領されなかったIlyushin Il-96-400T（貨物型）を改修。 | [ 31 ] [ 32 ] |

### Tu-204/Tu-214
Tu-204およびその派生型であるTu-214も複数のバリエーションが運用されている。

#### Tu-204-300/Tu-214
2024年7月現在、要人輸送機として通常型のTu-204-300が3機、Tu-214が5機運用されている。
| 機種                | 製造番号      | 機体記号 | hexコード | 運用期間     | 備考                          | 出典   |
| ------------------- | ------------- | -------- | --------- | ------------ | ----------------------------- | ------ |
| ツポレフ Tu-204-300 | 1450744164057 | RA-64057 | 14FA39    | 2012年1月 -  |                               | [ 33 ] |
| ツポレフ Tu-204-300 | 1450744164058 | RA-64058 | 14FA3A    | 2012年2月 -  | 保管中                        | [ 34 ] |
| ツポレフ Tu-204-300 | 1450744564059 | RA-64059 | 14FA3B    | 2017年3月 -  |                               | [ 35 ] |
| ツポレフ Tu-214     | 41204004      | RA-64504 | 14FBF8    | 2002年12月 - | 2009年6月にロシア航空から移管 | [ 36 ] |
| ツポレフ Tu-214     | 42204005      | RA-64505 | 14FBF9    | 2003年3月 -  | 2009年6月にロシア航空から移管 | [ 37 ] |
| ツポレフ Tu-214     | 44204006      | RA-64506 | 14FBFA    | 2003年8月 -  | 2009年6月にロシア航空から移管 | [ 38 ] |
| ツポレフ Tu-214     | 43911021      | RA-64521 | 14FC09    | 2013年1月 -  |                               | [ 39 ] |
| ツポレフ Tu-214     | 44022034      | RA-64534 | 14FC16    | 2022年7月 -  | ロシア連邦保安庁（FSB）用     | [ 40 ] |

- Tu-204-300 (RA-64057)
- Tu-214 (RA-64521)

#### 空中コマンドポスト型
Il-96-300PUと同様に、Tu-214も空中コマンドポスト型（PU）が運用されている。空中コマンドポスト型とされる中にもいくつかの派生型がある。
- Tu-214VPU - 胴体上部にはアンテナ用の細長いフェアリングが搭載されている[41]。
- Tu-214PU-SBUS - VPUと類似した細長いフェアリングに加え、後部に追加のフェアリングが搭載されている[42]。通信ユニット「SBUS-214」が搭載されているとされる[43]。
- Tu-214PU - 胴体上部に小型のフェアリングが搭載されている[44]。

| 機種                   | 製造番号 | 機体記号 | hexコード | 運用期間     | 備考                                              | 出典          |
| ---------------------- | -------- | -------- | --------- | ------------ | ------------------------------------------------- | ------------- |
| ツポレフ Tu-214VPU     | 41709017 | RA-64517 | 14FC05    | 2010年10月 - |                                                   | [ 41 ]        |
| ツポレフ Tu-214VPU     | 44709020 | RA-64520 | 14FC08    | 2011年1月 -  |                                                   | [ 45 ]        |
| ツポレフ Tu-214VPU     | 44104023 | RA-64523 | 14FC0B    | 2014年1月 -  | ロシア連邦保安庁（FSB）用                         | [ 46 ] [ 47 ] |
| ツポレフ Tu-214PU-SBUS | 529      | RA-64529 | 14FC11    | 2018年4月 -  | ロシア空軍（RFF）コールサインで飛行した記録もある | [ 42 ] [ 48 ] |
| ツポレフ Tu-214PU-SBUS | 530      | RA-64530 | 14FC12    | 2018年6月 -  | ロシア空軍（RFF）コールサインで飛行               | [ 5 ] [ 49 ]  |
| ツポレフ Tu-214PU      | 44811031 | RA-64531 | 14FC13    | 2021年11月 - |                                                   | [ 44 ]        |
| ツポレフ Tu-214PU      | 44912032 | RA-64532 | 14FC14    | 2021年11月 - |                                                   | [ 50 ]        |
| ツポレフ Tu-214PU      | 44912033 | RA-64533 | 14FC15    | 2024年5月 -  |                                                   | [ 51 ]        |

- Tu-214VPU (RA-64520)
- ロシア連邦保安庁用のTu-214VPU (RA-64523)

#### 通信関係（中継機・通信センター機）
- Tu-214SR - 政府専用機（大統領専用機）への通信中継を行う機体。SRはキリル文字でСРと表記し、самолёт-ретранслятор（repeater aircraftの意）の略である。
- Tu-214SUS - 通信センター機。SUSはキリル文字でСУСと表記し、самолёт-узел связи(aircraft-communication center)の略である。

| 機種               | 製造番号 | 機体記号 | hexコード | 運用期間     | 備考 | 出典   |
| ------------------ | -------- | -------- | --------- | ------------ | ---- | ------ |
| ツポレフ Tu-214SR  | 44507015 | RA-64515 | 14FC03    | 2009年6月 -  |      | [ 52 ] |
| ツポレフ Tu-214SR  | 42709016 | RA-64516 | 14FC04    | 2009年6月 -  |      | [ 53 ] |
| ツポレフ Tu-214SR  | 44205027 | RA-64527 | 14FC0F    |              |      | [ 54 ] |
| ツポレフ Tu-214SR  | 43003024 | RA-64528 | 14FC10    | 2016年5月 -  |      | [ 55 ] |
| ツポレフ Tu-214SUS | 42306028 | RA-64522 | 14FC0A    | 2011年12月 - |      | [ 56 ] |
| ツポレフ Tu-214SUS | 43003024 | RA-64524 | 14FC0C    | 2012年3月 -  |      | [ 57 ] |

- Tu-214SR (RA-64516)
- Tu-214SUS (RA-64522)

### Il-62
Il-62がVIP専用機として運用されていると報じられている。
| 機種                 | 製造番号 | 機体記号 | hexコード | 運用期間    | 備考                                 | 出典          |
| -------------------- | -------- | -------- | --------- | ----------- | ------------------------------------ | ------------- |
| イリューシン Il-62M  | 3829859  | RA-86496 | 1551E0    | 1979年2月 - |                                      | [ 59 ] [ 60 ] |
| イリューシン Il-62MK | 2344615  | RA-86539 | 15520B    | 1983年 -    | 胴体上部後方に通信用フェアリングあり | [ 61 ] [ 62 ] |
| イリューシン Il-62M  | 2153258  | RA-86559 | 15521F    | 1992年6月 - | 胴体上部後方に通信用フェアリングあり | [ 63 ] [ 64 ] |
| イリューシン Il-62M  | 4154842  | RA-86561 | 155221    | 1992年6月 - | 胴体上部後方に通信用フェアリングあり | [ 65 ] [ 66 ] |
| イリューシン Il-62M  | 3546548  | RA-86540 | 15520C    | ?           | 機体にРоссияの表記あり               | [ 67 ] [ 68 ] |

- Il-62M (RA-86540)
- Il-62M (RA-86496)
- Il-62M (RA-86559)

### その他の機種
2023年9月時点で、上記の代表的な機種以外にもエアバス A319(ACJ)を2機、An-148を2機、スホーイ・スーパージェット100を2機、Tu-154を1機、ダッソー ファルコン 7Xを3機、Yak-40S1を3機運用している（下記の表を参照）。
| 機種                              | 製造番号          | 機体記号 | hexコード | 運用期間    | 備考                                                                   | 出典   |
| --------------------------------- | ----------------- | -------- | --------- | ----------- | ---------------------------------------------------------------------- | ------ |
| エアバス A319-115 ACJ             | 4024              | RA-73025 | 151D41    | 2012年5月 - | 2009年製。元グローバルジェット・ルクセンブルク機。                     | [ 69 ] |
| エアバス A319-115 ACJ             | 4679              | RA-73026 | 151D42    | 2012年8月 - |                                                                        | [ 70 ] |
| アントノフ An-148-100EA           | 27015042016/42-03 | RA-61716 | 14F114    | 2013年1月 - | ヴォロネジ航空機製造合同（VASO）製。                                   | [ 71 ] |
| アントノフ An-148-100EA           | 27015042020/42-07 | RA-61720 | 14F118    | 2013年5月 - | ヴォロネジ航空機製造合同（VASO）製。                                   | [ 72 ] |
| スホーイ・スーパージェット100-95B | 95030             | RA-89039 | 155BCF    | 2015年4月 - | 2013年製。ラオ・セントラル航空向けに製造されたが受領されなかった機体。 | [ 73 ] |
| スホーイ・スーパージェット100-95B | 95037             | RA-89040 | 155BD0    | 2015年4月 - | 2013年製。ラオ・セントラル航空向けに製造されたが受領されなかった機体。 | [ 74 ] |
| ツポレフ Tu-154M                  | 01A991            | RA-85843 | 154F53    | 2001年5月 - | 2009年にロシア航空から移籍。                                           | [ 75 ] |
| ダッソー ファルコン 7X            | 20                | RA-09007 | 14232F    |             |                                                                        | [ 76 ] |
| ダッソー ファルコン 7X            | 264               | RA-09009 | 142331    |             |                                                                        | [ 77 ] |
| ダッソー ファルコン 7X            | 247               | RA-09090 | 142382    |             |                                                                        | [ 78 ] |
| ヤコヴレフ Yak-40S1               | 9841258           | RA-87968 | 1557A0    |             | Flightradar24での最終飛行記録は2022年10月（2023年9月現在）             | [ 79 ] |
| ヤコヴレフ Yak-40S1               | 9831558           | RA-87971 | 1557A3    |             |                                                                        | [ 80 ] |
| ヤコヴレフ Yak-40S1               | 9921658           | RA-87972 | 1557A4    |             |                                                                        | [ 81 ] |

- エアバス A319CJ (RA-73026)
- スホーイ・スーパージェット100-95B (RA-89039)
- ツポレフ Tu-154M (RA-85843)
- ダッソー ファルコン 7X (RA-09009)
- ヤコヴレフ Yak-40S1 (RA-87971)

## 関連する機体
- ドゥームズデイ・プレーン - 核戦争などの非常時に大統領などの高官が国家全体の指揮を執る能力を持つ航空機
  - Il-80 - ソ連における空中司令所
  - ドゥームズデイ・プレーン (ロシア)（英語版） - Ilyushin Il-96-400をベースに改造され、2016年8月1日に引き渡された空中司令所
- Tu-214SR（ru:Ту-214СР） - 大統領専用機との通信を中継する機体。この機体以前は、Il-18が約40年使用されていた。
- Mi-8 - 輸送ヘリの要人輸送用派生型Ми-8АМТ-1が大統領などの政府要人の移動用に使用された。